# Эндокринная хирургия
Эндокринная хирургия — раздел хирургии, занимающийся изучением и хирургическим лечением заболеваний щитовидной, паращитовидной, поджелудочной желез, а также гипофиза, надпочечников, семенников и яичников.

## Тиреоидная хирургия (Хирургия щитовидной железы)
Хирургия щитовидной железы составляет большую часть эндокринных хирургических операций во всем мире. Первым хирургическим опытом коррекции работы желез внутренней секреции стали оперативные вмешательства по поводу дисфункций щитовидной железы. Основы хирургии щитовидной железы были заложены Н. И. Пироговым в 1831 году, когда 20-летний выпускник Московского университета описал в своей письменной работе на степень доктора медицины в Профессорском институте различные варианты хирургических вмешательств, в том числе доступ к органу, показания к экстирпации и этапы тиреоидэктомии. Однако, только в 1847 г. во Владикавказе Н. И. Пироговым была выполнена первая струмэктомия (полное или частичное удаление щитовидной железы). Диссертация доктора Н. Ф. Лежнёва (1904) стала первым значимым трудом, систематическим обзором полувекового опыта выполнения хирургических операций на щитовидной железе. Профессор оперативной хирургии Московского университета А. А. Бобров уже с 1893 году первым в мире начал оперировать под визуальным контролем возвратных гортанных нервов во избежания развития специфических осложнений при операциях на щитовидной железе. В. И. Разумовский в 1903 г. первым применил пункционную и эксцизионную диагностику рака щитовидной железы, охарактеризовал медуллярный рак, использовал ларингоскопическое исследование всех тиреоидных больных до операций. Эти новации приобрели в настоящее время качество «золотого стандарта» диагностики и хирургического лечения заболеваний щитовидной железы.

## Паратиреоидная хирургия
Паратиреоидная хирургия — вмешательства по поводу патологий околощитовидных желез. Паратиреоидэктомия — удаление аномальных паращитовидных желез, как правило, выполняется по поводу первичного гиперпаратиреоза.

## Хирургия надпочечников
Основная статья: Адреналэктомия
Адреналэктомия — хирургическое удаление надпочечников осуществляется при таких показаниях, как синдром Конна, феохромоцитома, адренокортикальный рак и т. д.

## Хирургия поджелудочной железы
Эндокринные заболевания поджелудочной железы возникают очень редко, например инсулинома (разновидность инсуломы, бета-клеточная опухоль поджелудочной железы), гастринома (синдром Золлингера — Эллисона; ульцерогенная аденома поджелудочной железы), и др. Хирургические вмешательства для этих показаний варьируются от простой энуклеации опухоли до более масштабной резекции.

## Диагностика
Современная наука располагает следующими методами диагностики состояния желез внутренней секреции:
- ультразвуковое исследование с одновременной биопсией (забором части клеток);
- рентгенологический осмотр с применением радиоизотопных соединений;
- магниторезонансная томография (МРТ);
- исследование клеточной структуры на молекулярно-генетическом уровне;
- определение гормонального фона;
- сканирование сосудов для выявления достаточности кровоснабжения.

## Лечение
При помощи методов и оперативных приемов эндокринной хирургии проводят лечение по следующим показаниям:
- узловые формы эутиреоидного зоба;
- токсические формы зоба;
- гормонально-активные опухоли надпочечников;
- заболевания паращитовидных желез;
- новообразования щитовидной железы;
- гормонально-активные опухоли поджелудочной железы;
- аутоиммунные заболевания щитовидной железы;
- прочие новообразования надпочечников и забрюшинного пространства.